# Лоджонг
Лоджонг (на тибетски: བློ་སྦྱོང་, буквално „тренировка на ума“ или „трансформация на ума“) са будистки учения, въведени в Тибет от Джово Атиша, насочени върху практиката на развиване на бодхичита и особено на относителната бодхичита, по-специално „разменянето на себе си с другите“. За разлика от Ламрим, преподавана от Атиша по същото време и която бива изучавана от всички, методите на Лоджонг са давани стриктно само на учениците с най-голям потенциал до времето на Геше Чекава.
Използваната в тибетските будистки традиции форма на Лоджонг се основава на формулираните през 12 век от Чекава Йеше Дордже афоризми. Коренният текст се състои от петдесет и едно изречения, изградени като комплект от противоотрови за нежелани умствени навици, които водят до страдание. Те съдържат както методи да се разшири гледната точка в посока към абсолютната бодхичита, като например „Намери съзнанието, което си имал преди да се родиш“ и „Отнасяй се към всичко, което възприемаш като към сън“, така и методи да се отнасяш към света по конструктивен начин или относителна бодхичита, като „Бъди благодарен на всеки един“ и „Когато всичко върви зле, отнасяй се към бедата като към начин да се пробудиш“.
Изтъкнати учители, които са популяризирали тази практика са Пема Чодрон, Чогям Трунгпа, Согял Ринпоче, и четиринадесетият Далай Лама.